# Vojtina
Vojtina este un sat din comuna Pljevlja, Muntenegru. Conform datelor de la recensământul din 2003, localitatea are 82 de locuitori (la recensământul din 1991 erau 119 locuitori).

## Demografie
În satul Vojtina locuiesc 68 de persoane adulte, iar vârsta medie a populației este de 46,4 de ani (41,6 la bărbați și 51,1 la femei). În localitate sunt 27 de gospodării, iar numărul mediu de membri în gospodărie este de 3,04.
Această localitate este populată majoritar de sârbi (conform recensământului din 2003).
|  |

| Demografie | Demografie | Demografie |
| An         | Locuitori  | Locuitori  |
| ---------- | ---------- | ---------- |
|            |            |            |
|            |            |            |
|            |            |            |
|            |            |            |
| 1948       | 200        |            |
| 1953       | 242        |            |
| 1961       | 243        |            |
| 1971       | 213        |            |
| 1981       | 158        |            |
| 1991       | 119        | 119        |
| 2003       | 82         | 82         |

| \| Componența etnică conform recensământului din 2003[2] \| Componența etnică conform recensământului din 2003[2] \| Componența etnică conform recensământului din 2003[2] \| Componența etnică conform recensământului din 2003[2] \| Componența etnică conform recensământului din 2003[2] \| \| ----------------------------------------------------- \| ----------------------------------------------------- \| ----------------------------------------------------- \| ----------------------------------------------------- \| ----------------------------------------------------- \| \| \| \| \| \| \| \| Sârbi \| Sârbi \| \| 69 \| 84,14% \| \| Muntenegreni \| Muntenegreni \| \| 7 \| 8,53% \| \| Musulmani \| Musulmani \| \| 6 \| 7,31% \| \| necunoscută \| necunoscută \| \| 0 \| 0% \| |              |  |    |        |
| Componența etnică conform recensământului din 2003 |              |  |    |        |
| |              |  |    |        |
| Sârbi | Sârbi        |  | 69 | 84,14% |
| Muntenegreni | Muntenegreni |  | 7  | 8,53%  |
| Musulmani | Musulmani    |  | 6  | 7,31%  |
| necunoscută | necunoscută  |  | 0  | 0%     |